# Messor marikovskii
Messor marikovskii är en myrart som beskrevs av Arnol'di 1969. Messor marikovskii ingår i släktet Messor och familjen myror. Inga underarter finns listade i Catalogue of Life.